# MiSide
MiSide est un jeu d'aventure avec des éléments d'horreur développé par l'équipe de développement indépendante russe AIHASTO. Il a été initialement publié en tant que démo le 18 août 2023 avant d'être publié sur Steam le 11 décembre 2024. Le jeu explore des thèmes de réalité et de simulation, mélangeant la tension de l'horreur psychologique avec un récit interactif.

## Système de jeu
L'histoire de MiSide se déroule dans un appartement. Tout commence avec le joueur interagissant avec Mita, un personnage de jeu mobile que le personnage principal télécharge depuis son smartphone. Les joueurs résolvent des énigmes, explorent l'appartement, jouent à des jeux et découvrent des secrets cachés dans un environnement tendu et évolutif. Au départ, l'application présente un environnement 2D de style Chibi, avec vue plongeante. Après avoir progressé jusqu'au 37e jour de jeu, Mita demande de manière inattendue à rencontrer le joueur en personne. Lorsque le joueur lève les yeux de son téléphone, il est transporté dans une version 3D du monde du jeu, assis sur un canapé dans un appartement. Dans ce nouvel environnement, le joueur doit s'adapter, accomplir des tâches et jouer à des jeux avec Mita.
Le jeu continue avec des activités de routine jusqu'à un moment clé lors d'une partie de cartes avec Mita, lorsque des coups se font entendre depuis un placard. Bien que Mita le rejette, le joueur enquête. Si le joueur choisit de laisser le placard fermé, le mode Paisible, une fonctionnalité encore en développement, est débloqué. Si le joueur insiste  et ouvre le placard, Mita claque des doigts et plonge la pièce dans l'obscurité, marquant le début de l'histoire principale.

## Intrigue
Le personnage du joueur, qui s'appelle par défaut Konoa, reçoit sur son smartphone un jeu de simulation de vie appelé MiSide, mettant en scène un personnage féminin nommé Mita. Après y avoir joué pendant 37 jours, il est soudainement transporté à l'intérieur du jeu, où il rencontre personnellement Mita. En passant du temps avec elle, le joueur découvre des cartouches avec des étiquettes de prénoms dessus dans la salle de bain. Il entend plus tard un bruit provenant d'une armoire, bien que Mita insiste sur le fait qu'il ne doit pas l'ouvrir.
Alors que le joueur tente toujours d'ouvrir l'armoire, Mita révèle sa vraie nature en éteignant les lumières. Avec l'aide d'une autre Mita dont la moitié supérieure est manquante, le joueur trouve une clé de la porte à l'intérieur de l'armoire, le conduisant au sous-sol où il découvre une version plus bienveillante de Mita appelée Mita Gentille, qui donne au joueur une bague qui l'aidera dans son voyage. La Mita Gentille l'informe également que la Mita qu'il a rencontrée auparavant est une version maléfique appelée Mita Folle, qui a amené des joueurs masculins dans le jeu et les a transformés en cartouches pour qu'elle puisse avoir de la compagnie. Après l'avoir libérée et avoir évité la Mita Folle, le joueur s'aventure dans la réalité virtuelle, rencontrant d'autres versions de Mita, certaines tentant de l'aider tandis que d'autres tentent de lui faire du mal. Il apprend également que lorsqu'une Mita est tuée, elle redémarre mais perd tous les souvenirs récents. Le joueur se donne pour objectif d'atteindre le noyau pour redémarrer la Mita Folle et s'échapper vers le monde réel ; cependant, la Mita Folle entrave toutes ses tentatives.
Finalement, le joueur réussit et se prépare à retourner dans le monde réel, mais découvre que la Mita Folle n'a pas été affecté par le redémarrage et qu'elle l'avait lentement téléchargé dans une cartouche tout en déclarant que le vrai corps du joueur n'était plus nécessaire. Après en être sorti, le joueur il supprime l'application de son téléphone. À la fin, la Mita Folle ouvre un coffre-fort au sous-sol et en sort une console portable. Elle retire ensuite la cartouche sur laquelle est inscrit le nom du joueur.
Il existe deux fins alternatives en plus de la fin principale. Si le joueur parvient à ouvrir le coffre-fort au sous-sol, il trouvera la console de la fin principale et retirera la cartouche, ce qui tue le joueur (puisque retirer les cartouches de la console alors qu'elle est toujours allumée entraînera la mort instantanée des joueurs qui sont dans le jeu). Si le joueur choisit de ne pas ouvrir la garde-robe, le mode paisible s'active et la Mita Folle ne deviendra pas hostile. Toutefois, certaines conditions doivent être remplies pour y parvenir.

## Développement
MiSide a été développé par AIHASTO, une équipe de deux développeurs de jeux indépendants russes : MakenCat, le développeur et animateur du jeux, et Umeerai, le concepteur des textures et des modèles. Kana Hanaiwa, connue auparavant pour son rôle de Lilja Katsuragi dans Gakuen Idolmaster, a fourni la voix japonaise de Mita.

## Réception
MiSide a reçu plus de 10 000 critiques sur Steam au cours de la première semaine depuis sa sortie et au 30 décembre 2024, il avait reçu plus de 40 000 critiques, avec une note « extrêmement positive » de 98 %,,. Les critiques ont souligné son mélange d'horreur psychologique avec une atmosphère mignonne et réconfortante, une narration engageante et un gameplay immersif comme ses principaux atouts.